# 쓰키오카역 (니가타현)
쓰키오카역(일본어: 月岡駅)은 일본 니가타현 시바타시에 위치한 동일본 여객철도 우에쓰 본선의 철도역이다. 섬식 승강장 1면 2선의 구조를 갖춘 지상역이다.

## 타는 곳
| 1 | ■ 우에쓰 본선 | 대피선 | 대피선                 |
| 2 | ■ 우에쓰 본선 | (상행) | 니쓰 방면              |
| 2 | ■ 우에쓰 본선 | (하행) | 시바타 · 무라카미 방면 |

## 역 주변
- 국도 제460호선
- 쓰키오카 온천

## 역사
- 1912년 9월 2일 : 신에쓰 선 지선 니쓰 - 시바타 간 개업 때의 덴노신덴역으로서 개설.
- 1914년 6월 2일 : 시바타 - 나카조 간 연신 개업과 함께 무라카미 선으로 개칭.
- 1924년 7월 31일 : 전 노선 개업과 함께 무라카미 선을 우에쓰 선으로 편입.
- 1925년 11월 20일 : 우에쓰 선을 우에쓰 본선으로 개칭.
- 1950년 9월 1일 : 쓰키오카역으로 개칭.
- 1969년 10월 1일 : 수하물 및 소하물의 배달취급 폐지.
- 1972년 9월 1일 : 화물 취급 폐지, 동시에 역 업무를 외부 위탁.
- 1984년 2월 1일 : 소화물 취급 폐지.
- 1985년 3월 14일 : 업무위탁역에서 역원 무배치역으로 한다.
- 1987년 4월 1일 : 일본국유철도 분할 민영화에 의해, 동일본 여객철도가 승계.
- 2008년 3월 15일 : SUICA 서비스 개시.

## 인접 역
| 동일본 여객철도 우에쓰 본선 | 동일본 여객철도 우에쓰 본선 | 동일본 여객철도 우에쓰 본선 |
| --------------------------- | --------------------------- | --------------------------- |
| 가미야마 니쓰 방면          | ■ 우에쓰 본선               | 나카우라 아키타 방면        |